# Бретт, Дэвид
Дэ́вид Бретт (англ. David Brett) — британский актёр, кинорежиссёр, кинопродюсер, певец и аранжировщик.

## Карьера
В 1976 году Дэвид работал в компании Микрон театра (англ.) и был одним из авторов спектакля «Это лужа!», рассказ о тех, кто построил каналы 1761-1827. В 1999—2008 года Бретт снялся в 4-х фильмах, снял 3 и также 3 спродюсировал.
Одна из наиболее известных ролей Дэвида — Дедалус Диггл в фильме «Гарри Поттер и философский камень» (2001).
Также Дэвид является певцом и аранжировщиком.

## Избранная фильмография
актёр
| Год  |   | Русское название                  | Оригинальное название                 | Роль          |
| ---- | - | --------------------------------- | ------------------------------------- | ------------- |
| 2001 | ф | Гарри Поттер и философский камень | Harry Potter and the Sorcerer's Stone | Дедалус Диггл |